# Dwie skały
Dwie Skały – album koncertowy Jacka Kaczmarskiego wydany w 2000 roku przez Polskie Radio. Został nagrany 6 grudnia 1999 roku podczas koncertu w Teatrze Małym w Warszawie. Wszystkie teksty powstały między sierpniem 1998 roku a lipcem 1999 roku. Premiera albumu nastąpiła 16 października 2000 roku. Utwory są zapowiadane przez samego Kaczmarskiego.

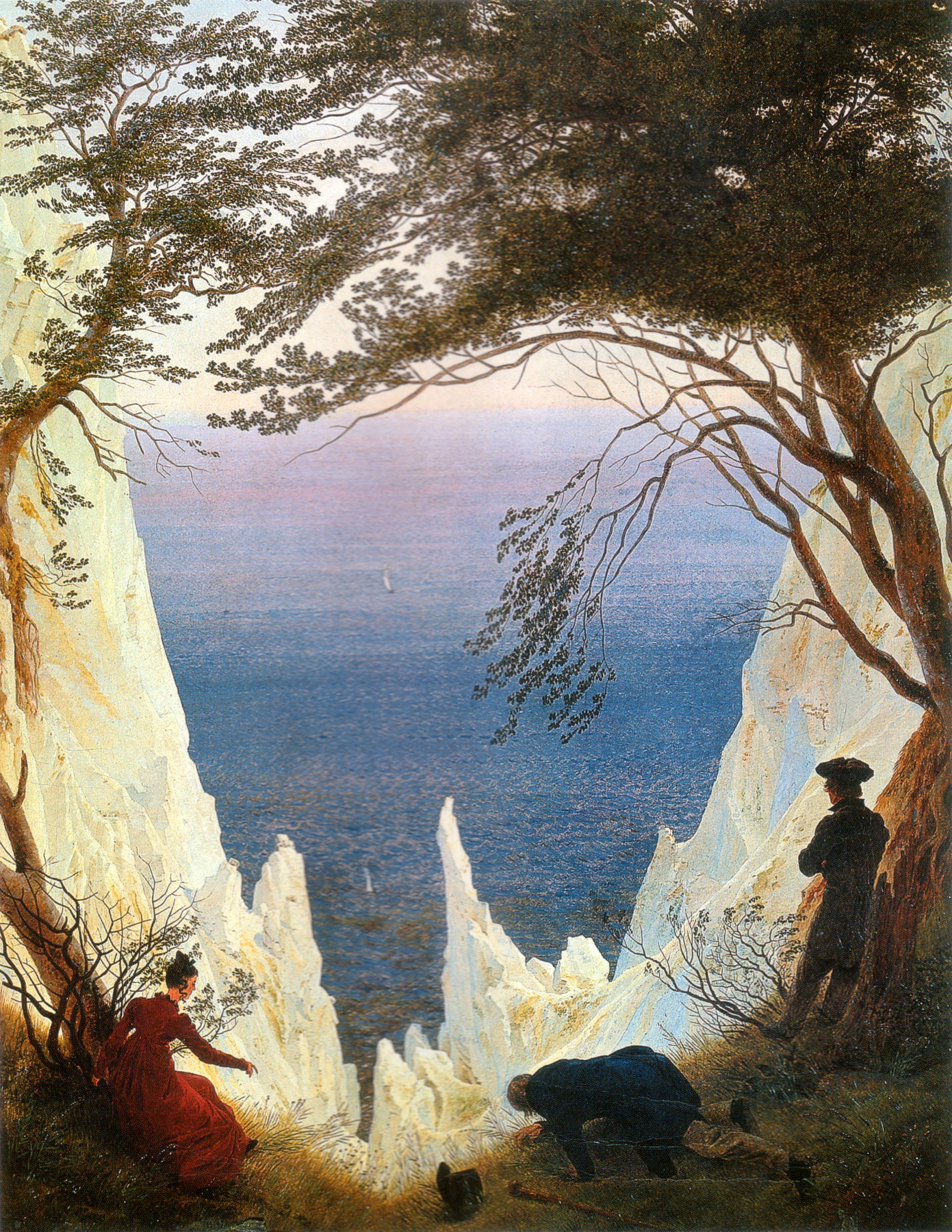
Reprodukcję obrazu „Kreidefelsen auf Rügen” (pol. Skały kredowe na Rugii) Caspara Davida Friedricha wykorzystano do okładki albumu.

Program „Dwie Skały” powstał w ciągu ostatniego roku. Jest to 16 przypowieści o życiu, miłości i śmierci, niektóre są rubaszne, niektóre dramatyczne, niektóre śmieszne, niektóre ponure, niektóre takie i takie jak to w życiu bywa.

## Tytuł albumu[2]
Tytuł programu pochodzi od nazwy ówczesnego miejsca zamieszkania poety. Program powstawał w Two Rocks – australijskim miasteczku położonym nad Oceanem Indyjskim.

Tak się złożyło, że mniej więcej od roku mieszkam w miejscowości nad Oceanem Indyjskim. W miejscowości o tej właśnie nazwie. 50 kilometrów na północ od stolicy zachodniej Australii – Perth. I cóż… Jest tam niewielki port rybacko-jachtowy, podupadająca przetwórnia krewetek, ślady po japońskim parku rozrywki, który zbankrutował przed dziesięciu laty, kilkadziesiąt domków i właśnie dwie skały sterczące z oceanu opodal wybrzeża, oraz tabliczka z brązu, która informuje, że na tych właśnie skałach, przed z górą trzystu laty, rozbił się holenderski okręt handlowy. Rozbitkowie z tego statku wylądowawszy stwierdzili, że jest to miejsce absolutnie nie nadające się do życia. Mieszkańcy Dwóch Skał, do których się zaliczam, oczywiście mają zupełnie inne zdanie na ten temat. Jednym z dowodów jest ta piosenka. Dwie skały posłużyły mi za metaforę losu chyba nie tylko mojego.

## Twórcy[2]
- Jacek Kaczmarski – śpiew, gitara, słowa, muzyka

## Lista utworów[2]
1. „Prapradziadek” (03:06)
2. „Wakacyjna przypowieść z metafizycznym morałem” (02:58)
3. „Wyznanie Kalifa, czyli o mocy baśni” (04:47)
4. „Księżniczka i Pirat” (04:30)
5. „Dwie Skały (Two Rocks)” (03:48)
6. „Czerwcowy wicher przy kominku” (03:54)
7. „Sąd nad Goyą” (04:49)
8. „Rechot Słowackiego” (04:59)
9. „Romantyczność (Do sztambucha)” (03:07)
10. „Romans historiozoficzno-erotyczny o princessie Doni i parobku Ditku ze wstawką etnograficzną” (07:43)
11. „Potępienie rozkoszy” (02:26)
12. „Śniadanie z Bogiem” (04:43)
13. „Przy ołtarzu baru” (03:08)
14. „Tren spadkobierców” (03:04)
15. „Powtórka z Odysei” (03:31)
16. „Mucha w szklance lemoniady” (06:05)

## Wydania[2]
- 2000 – Polskie Radio (kaseta, CD, nr kat. 8573853804, 8573853802)
- 2004 – Album włączony do Syna marnotrawnego – zestawu 22 płyt wydanego przez Pomaton EMI
- 2007 – Album włączony do Arki Noego – zestawu 37 płyt wydanego przez Pomaton EMI